# Grand Terrace
Grand Terrace ist eine Stadt im US-Bundesstaat Kalifornien. Sie liegt im Südwesten des San Bernardino County. Das U.S. Census Bureau hat bei der Volkszählung 2020 eine Einwohnerzahl von 13.150 ermittelt. Das Stadtgebiet umfasst eine Fläche von neun Quadratkilometern. Orte in der unmittelbaren Umgebung sind in nördlicher Richtung Colton, westlich Rialto und südlich Riverside (bereits im Riverside County gelegen).

## Demographie
Die Volkszählung des Jahres 2010 ergab eine Bevölkerung von 12.040, ein leichter Zuwachs von rund 400 Personen im Vergleich zu 2000. Die Anzahl der Haushalte in Grand Terrace belief sich auf rund 4400. Mehrheitlich bestand die Bevölkerung – nämlich zu zwei Dritteln – aus Weißen, während Menschen mit lateinamerikanischer Abstammung, sogenannte Latinos, fast die übrige Bevölkerung stellen. Die Zahl Afroamerikaner an der Stadtbevölkerung belief sich auf knapp über fünf Prozent, während weitere ethnische Gruppen noch in geringeren Zahlen vertreten waren.